# Aglaphyra babaulti
Aglaphyra babaulti är en skalbaggsart som beskrevs av Louis Burgeon 1946. Aglaphyra babaulti ingår i släktet Aglaphyra och familjen Melolonthidae. Inga underarter finns listade i Catalogue of Life.